# Émilie Bierre
Émilie Bierre (12 de maig de 2004) és una actriu francocanadenca del Quebec. És més coneguda per la seua actuació a la pel·lícula Une colonie, per la qual va guanyar el Canadian Screen Award a la millor actriu als 7 Canadian Screen Awards el 2019.
Bierre va començar a modelar per a roba infantil Souris Mini a quatre anys. Va guanyar un Young Artist Award el 2018 per la seua actuació a la sèrie de televisió Jenny. Per Une colonie, Bierre va guanyar el Premi Iris per a la Revelació de l'Any als 21 Premis de Cinema del Quebec, i la millor actuació en una Borsos Competition al Festival de Cinema de Whistler.
També ha aparegut a les pel·lícules Catimini, Genèse, Dérive, Les Nôtres i Le Guide de la famille parfaite, i a la sèrie de televisió Mémoires vives, Les beaux malaises i Lâcher prise. Per Our Own, va rebre el Prix Iris a la millor actriu als 23 Quebec Cinema Awards.